# Eduardo Arroyo
Eduardo Arroyo (ur. 11 maja 1932) – boliwijski strzelec.

## Kariera
Startował w Letnich Igrzyskach Olimpijskich 1972, zajmując 94. miejsce w konkurencji strzelania z karabinu małokalibrowego z 50 m w pozycji leżącej.